# Purabaya (Leles)
Purabaya is een bestuurslaag in het regentschap Cianjur van de provincie West-Java, Indonesië. Purabaya telt 2786 inwoners (volkstelling 2010).